# Hult-Edshults församling
Hult-Edshults församling är en församling i Linköpings stift inom Svenska kyrkan. Församlingen ingår i Södra Vedbo pastorat och ligger i Eksjö kommun i Jönköpings län.
Församlingskyrkor är Hults kyrka och Edshults kyrka.

## Administrativ historik
Församlingen bildades 2018 genom sammanläggning av Hults församling och Edshults församling.